# Buyanjavyn Batzorig
Buyanjavyn Batzorig (en mongol: Буянжавын Батзориг; Selenge, 9 de marzo de 1983) es un luchador mongol de lucha libre olímpica. Participó en los Juegos Olímpicos de Pekín 2008 consiguiendo un octavo puesto en la categoría de 66 kg. Compitió en seis campeonatos mundiales, acabó en la 5.ª posición en 2010. Ganó la medalla de bronce en los Juegos Asiáticos de 2006. Obtuvo tres medallas en Campeonatos Asiáticos, de plata en 2006. Primero en el Campeonato Mundial Universitario de 2006.